# Eleição municipal de Paulo Afonso em 2024
A eleição municipal da cidade de Paulo Afonso, na Bahia, ocorreu em 6 de outubro de 2024 para eleger um prefeito, um vice-prefeito e 15 vereadores que serão responsáveis pela administração do município baiano no mandato a se iniciar em 1° de janeiro de 2025 e com término em 31 de dezembro de 2028. O prefeito titular, Marcondes Francisco, do PP, foi eleito vice-prefeito no pleito de 2020 e assumiu o executivo municipal em agosto de 2024 após a renúncia do então prefeito Luiz de Deus por motivos de saúde.

## Calendário eleitoral
| Início        | Fim           | Atividades | Status    |
| ------------- | ------------- | --- | --------- |
| 7 de março    | 5 de abril    | Janela partidária para vereadores trocarem de partido visando concorrer às eleições sem perder o mandato. | Realizado |
| 6 de abril    | 6 de abril    | Data-limite para todas as legendas e federações partidárias obterem o registro dos estatutos no TSE e para todos os candidatos terem domicílio eleitoral na circunscrição em que desejam disputar as eleições com a filiação deferida pelo partido. | Realizado |
| 15 de maio    | 15 de maio    | Início da campanha de arrecadação prévia de recursos na modalidade de financiamento coletivo para pré-candidatos, sem realização de pedidos de voto e obedecendo a regras relativas à propaganda eleitoral na Internet.                             | Realizado |
| 20 de julho   | 5 de agosto   | Realização de convenções partidárias para deliberar sobre coligações e escolher candidatos às prefeituras e aos cargos de vereador. Os partidos têm até 15 de agosto para registrar os nomes na Justiça Eleitoral.                                  | Realizado |
| 16 de agosto  | 16 de agosto  | Início das campanhas eleitorais de forma igualitária, podendo qualquer publicidade ou manifestação com pedido explícito de voto antes da data ser considerada irregular e multada.                                                                  | Realizado |
| 30 de agosto  | 3 de outubro  | Veiculação da propaganda eleitoral gratuita no rádio e na televisão. | Realizado |
| 6 de outubro  | 6 de outubro  | Realização do primeiro turno das eleições municipais. | Realizado |
| 11 de outubro | 25 de outubro | Veiculação da propaganda eleitoral gratuita no rádio e na televisão para o segundo turno. | Realizado |
| 27 de outubro | 27 de outubro | Realização de um eventual segundo turno nas cidades com mais de 200 mil eleitores em que o candidato a prefeito mais votado não tenha atingido a metade mais um dos votos válidos.                                                                  | Realizado |

## Candidatos à prefeitura
| Nº | Prefeito(a)         | Prefeito(a)         | Prefeito(a)                                                    | Vice-prefeito(a) | Vice-prefeito(a) | Vice-prefeito(a)         | Vice-prefeito(a)                 | Coligação Partido(s)                                                              | Ref.   |
| Nº | Candidato(a)        | Partido Federação   | Cargos políticos relevantes                                    | Candidato(a)     | Candidato(a)     | Partido Federação        | Cargos relevantes                | Coligação Partido(s)                                                              | Ref.   |
| -- | ------------------- | ------------------- | -------------------------------------------------------------- | ---------------- | ---------------- | ------------------------ | -------------------------------- | --------------------------------------------------------------------------------- | ------ |
| 10 | Dr Juliano          | Republicanos        |                                                                |                  | Ivelize do Bogó  | UNIÃO                    |                                  | A Esperança Se Renova Republicanos, UNIÃO, PL                                     | [ 5 ]  |
| 11 | Marcondes Francisco | PP                  | Vereador (1988-2020) Vice-prefeito (2021-2024) Prefeito (2024) |                  | Anilton          | MDB                      | Prefeito (2009-2016)             | Para Seguir Construindo PP, MDB, PRD, AGIR, MOBILIZA                              | [ 6 ]  |
| 13 | Marconi Daniel      | PT FE BRASIL        | Vereador (2013-2024)                                           |                  | Prof Jacques     | PV FE BRASIL             |                                  | Federação BRASIL DA ESPERANÇA - FE BRASIL PT, PC do B, PV                         | [ 7 ]  |
| 18 | Dudé da Vitran      | REDE Fed. PSOL REDE |                                                                |                  | Ivaldo Barros    | REDE Fed. PSOL REDE      |                                  | Federação PSOL REDE(PSOL/REDE) PSOL, REDE                                         | [ 8 ]  |
| 30 | Dra Onilde Carvalho | NOVO                |                                                                |                  | Felipe Morais    | NOVO                     |                                  | Sem coligação                                                                     | [ 9 ]  |
| 55 | Mário Galinho       | PSD                 | Vereador (2017-2020)                                           |                  | Pedro Macario    | PSDB Fed. PSDB Cidadania | Vereador (1988-2000) (2013-2024) | Paulo Afonso Reconstruída e Feliz PSD, Fed. PSDB Cidadania, Avante, Solidariedade | [ 10 ] |

## Resultados
| Candidato(a)               | Vice                     | 1º turno 6 de outubro | 1º turno 6 de outubro |
| Candidato(a)               | Vice                     | Votação               | Votação               |
| Candidato(a)               | Vice                     | Total                 | Percentagem           |
| -------------------------- | ------------------------ | --------------------- | --------------------- |
| Mario Galinho (PSD)        | Pedro Macario (PSDB)     | 31.834                | 50,19%                |
| Marcondes Francisco (PP)   | Anilton (MDB)            | 22.137                | 34,90%                |
| Dr Juliano (Republicanos)  | Ivelize do Bogó (UNIÃO)  | 4.134                 | 6,52%                 |
| Marconi Daniel (PT)        | Prof Jacques (PV)        | 3.989                 | 6,29%                 |
| Dra Onilde Carvalho (NOVO) | Felipe Morais (NOVO)     | 962                   | 1,52%                 |
| Dudé da Vitran (REDE)      | Ivaldo Barros (REDE)     | 369                   | 0,58%                 |
| → Total de votos válidos   | → Total de votos válidos | 63.425                | 95,49%                |
| → Votos em branco          | → Votos em branco        | 1.060                 | 1,60%                 |
| → Votos nulos              | → Votos nulos            | 1.933                 | 2,91%                 |
| Total                      | Total                    | 66.418                | 80,16%                |
| Abstenções                 | Abstenções               | 16.439                | 19,84%                |
| Total de inscritos         | Total de inscritos       | 82.857                | 100%                  |

Gráfico em barra
| Partido | Partido      | Candidato           | Votos  | Votos (%) |
| ------- | ------------ | ------------------- | ------ | --------- |
|         | PSD          | Mario               | 31 834 | 50,19%    |
|         | PP           | Marcondes Francisco | 22 137 | 34,9%     |
|         | Republicanos | Dr Juliano          | 4 134  | 6,52%     |
|         | PT           | Marconi Daniel      | 3 989  | 6,29%     |
|         | NOVO         | Dra Onilde          | 962    | 1,52%     |
|         | REDE         | Dudé da Vitran      | 369    | 0,58%     |
| Totais  | Totais       | Totais              | 63 425 |           |
| Fonte:  |              |                     |        |           |